# Germano (césar)
Germano (em grego: Γερμανός) foi um césar do Império Bizantino. Era provavelmente filho de Justiniano, o filho de Germano, e se casou com Cárito, uma filha do imperador Tibério II (r. 574–582) e Ino Anastácia. Ele é citado nas fontes como patrício e mestre dos soldados, talvez na África. Ao casar-se com Cárito, em 582, foi nomeado césar (5 de agosto) e tornou-se um forte pretendente ao trono imperial.

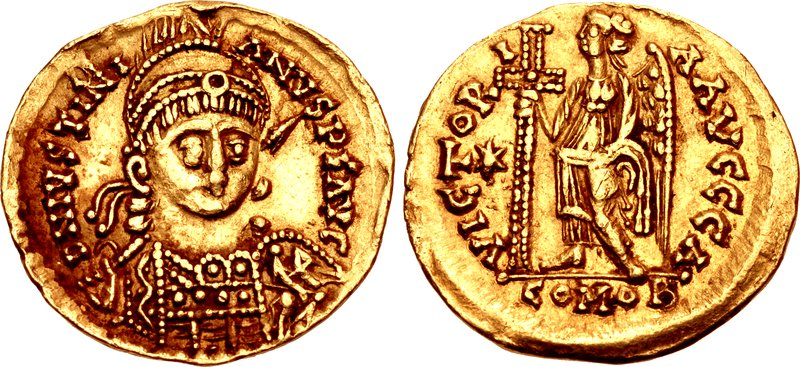
Soldo de Atalarico r.

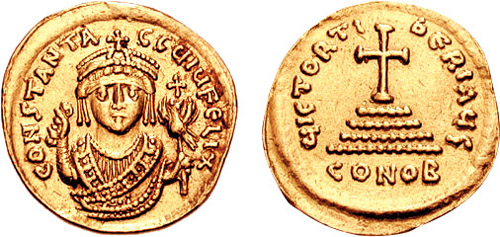
Soldo do imperador r.

## Biografia
Germano talvez era filho de Justiniano, o filho do primo do imperador Justiniano, o Germano. Aparece nas fontes como patrício e mestre dos soldados, talvez da África segundo Michael Whitby. Foi escolhido pelo moribundo Tibério II como viável herdeiro para o trono em 582: "Em uma cerimônia dupla em 5 de agosto Germano [...] e Maurício foram elevados ao posto de césar e se casaram com as duas filhas de Tibério, Cárito e Constantina". Michael Whitby afirma que este evento indica os planos de Tibério de ter a sucessão garantida por dois coimperadores. Ele sugere que o imperador moribundo ainda pode ter tentado reintroduzir o conceito de imperador ocidental e oriental, com Germano e Maurício escolhidos por suas respectivas conexões com as províncias orientais e ocidentais. Whitby identifica este Germano com o filho homônimo de Germano (primo de Justiniano) e Matasunta.
De acordo com uma afirmação na Gética de Jordanes, o Germano sênior foi um descendente do nobre gente Anícia. A natureza exata desta conexão, contudo, se não for um artifício literário para indicar sua descendência nobre, é incerto. Theodor Mommsen supôs que sua mãe podia ter sido a filha de Anícia Juliana. Matasunta era filha de Eutarico e Amalasunta. Foi irmã do rei ostrogótico Atalarico (r. 526–534) e neta de Teodorico, o Grande (r. 493–526) e Audofleda. Whitby sugere que esta origem dupla nos Anícios e na realeza ostrogótica de fato daria ao novo césar uma forte pretensão de governar a África e a prefeitura pretoriana da Itália. No entanto, o nome comum "Germano" pode insinuar que estas figuras seriam relacionadas entre si, mas há evidências insuficientes para identificações.
A Crônica de João de Niciu registra sobre a morte de Tibério: "Morreu na paz do terceiro ano de seu reinado. Foi devido aos pecados dos homens que seus dias foram tão poucos; pois não eram dignos de tal imperador amante de Deus, e então perderam este gracioso e bom homem. Antes de morrer, deu ordens que seu genro, de nome Germano, poderia ser elevado ao trono imperial. Agora tinha formalmente sido patrício. Mas devido à sua humildade de coração se recusou a ser imperador. Logo após Maurício, que era da província da Capadócia, foi feito imperador." Whitby considera que isto seria a única fonte primária para Tibério preferindo Germano sobre Maurício. Sente que tem mais a ver com o viés de João contra Maurício do que sua precisão. João de Niciu critica as políticas religiosas de Maurício e ainda chama-o de pagão. A narrativa de João de Niciu é contrariada pela História dos Francos de Gregório de Tours que também registra eventos bizantinos. Ele mostra Maurício sendo escolhido a dedo para ser herdeiro, primeiro pela imperatriz Sofia (r. 565–578) e depois por Tibério. Seja como for, Germano desapareceu das fontes após seu casamento. Pode ter ressurgido como o patrício Germano mencionado na década de 600, cuja filha casou-se com o filho mais velho de Maurício, Teodósio. Mais uma vez, a identificação é incerta.